# Crossosomataceae
Crossosomataceae je čeleď vyšších dvouděložných rostlin z řádu Crossosomatales. Čeleď zahrnuje 4 rody a 8 až 10 druhů. Jsou to suchomilné, drobnolisté a často trnité keře, rozšířené na jihozápadě USA a v Mexiku. Nemají zvláštní význam.

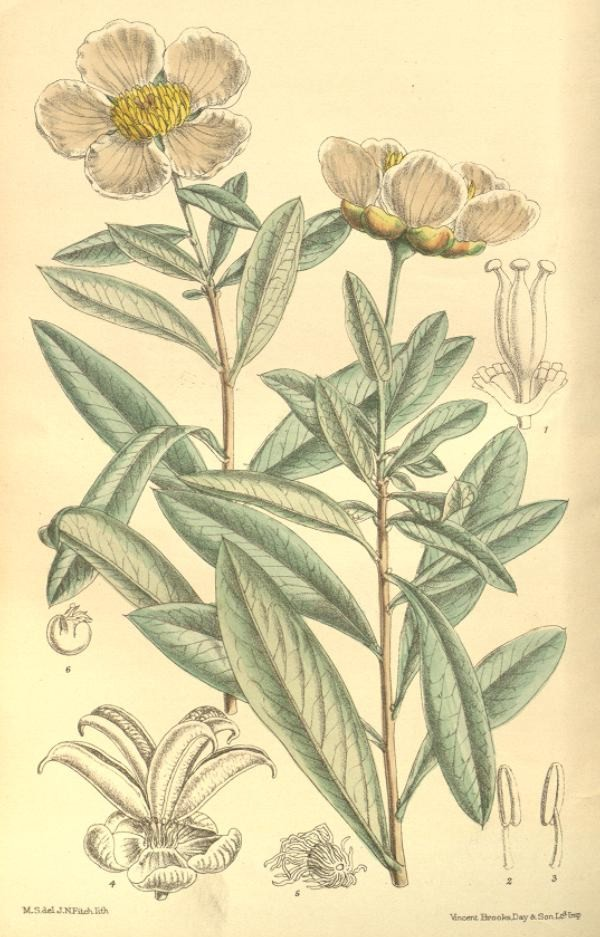
Kresba Crossosoma californicum

## Popis
Zástupci čeledi jsou suchomilné, často trnité keře, výjimečně dorůstající i do podoby nízkých stromů (Crossosoma). Listy jsou drobné, opadavé, střídavé nebo vstřícné, někdy nahloučené ve svazečcích, bez palistů nebo s prchavými palisty. Čepel listů je celistvá, celokrajná nebo při vrcholu trojzubá, se zpeřenou žilnatinou. Květy jsou většinou oboupohlavné, pravidelné, jednotlivé, úžlabní nebo vrcholové na krátkých výhonech, středně velké, s mělkou češulí, nejčastěji 4 až 5-četné. Kališní i korunní lístky jsou volné. Tyčinek je 4 až mnoho a mají volné nitky. Gyneceum je apokarpní, složené z 1 až 5 (až 9) volných plodolistů s krátkou čnělkou. V každém plodolistu je 1 až mnoho vajíček. Plodem je měchýřek nebo souplodí měchýřků.

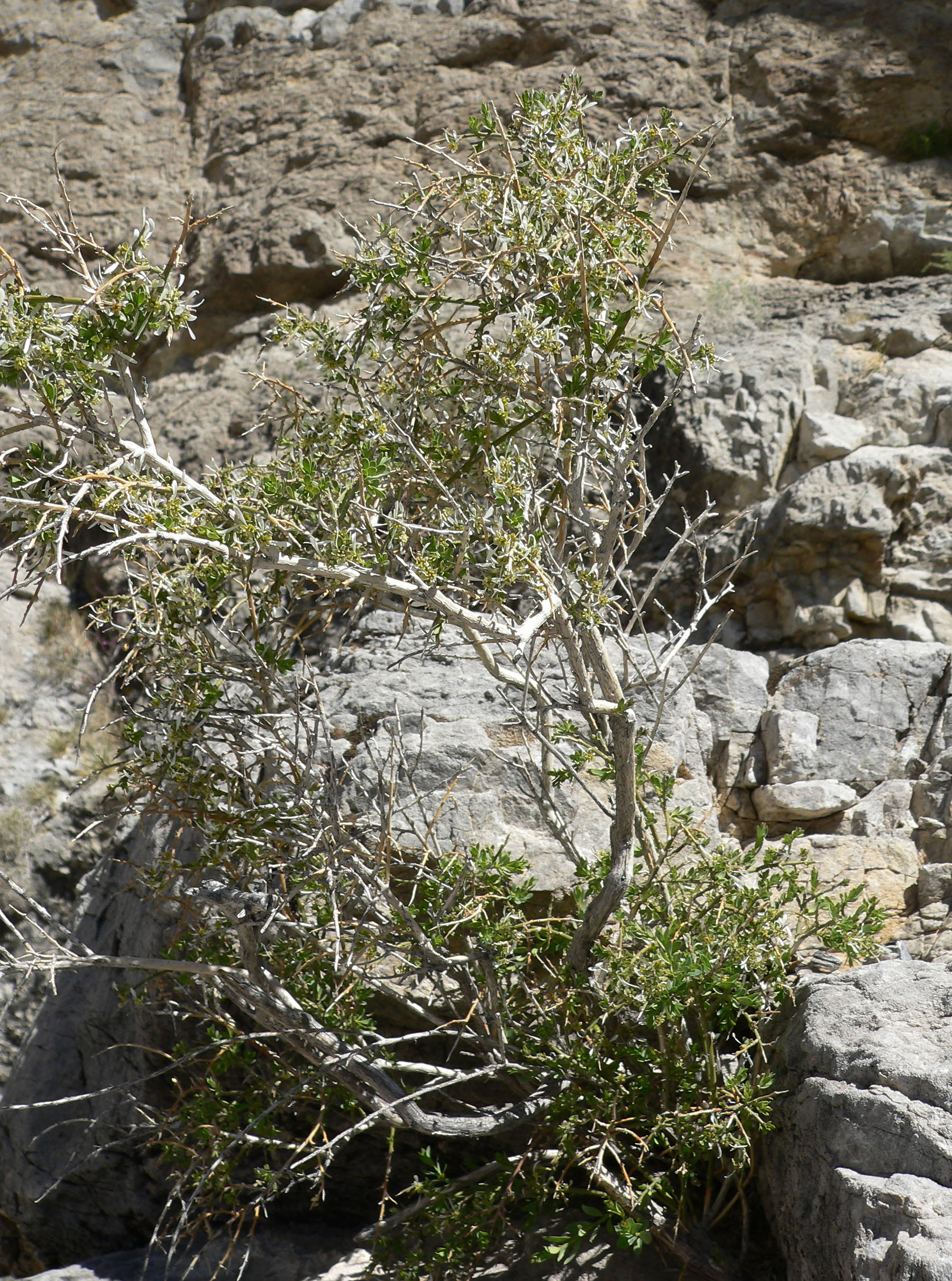
Glossopetalon spinescens v Nevadě
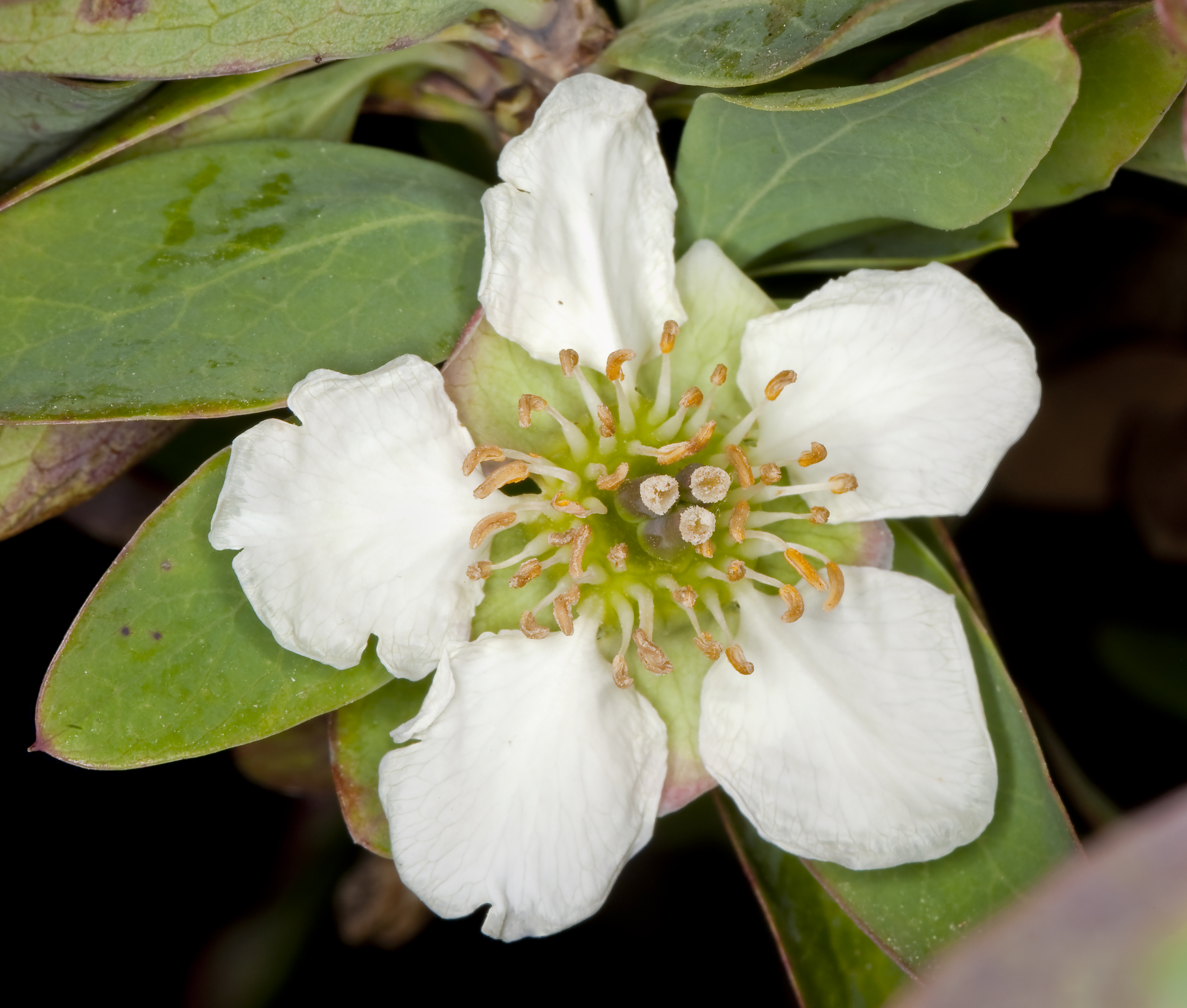
Květ Crossosoma californicum

## Rozšíření
Čeleď zahrnuje 8 až 10 druhů ve 4 rodech. Je svým rozšířením omezena na jihozápadní, západní a jižní oblasti USA a severní a střední Mexiko. Převážná většina druhů roste v suchých oblastech jihozápadu USA a severního Mexika jako součást xerofytní vegetace. Největším rodem je Glossopetalon, který zahrnuje 4 až 5 druhů rozšířených v pouštních a polopouštních oblastech jihozápadu USA a Mexika. Obdobné rozšíření mají i dva druhy rodu Crossosoma. Největší areál má druh Glossopetalon spinescens, který zasahuje od severního Mexika až po státy Washington a Montana na severozápadě USA.
Zbývající 2 rody jsou monotypické. Apacheria chiricahuensis je svým výskytem omezena na státy Nevada a Nové Mexiko, kde roste na ryolitových skalních výchozech. Velascoa recondita roste na vápencových skalách ve státě Querétaro ve středním Mexiku, v oblasti pokryté lesem s převahou dubů, borovic a cypřišů.

## Taxonomie
Čeleď byla v minulosti řazena do řádu Rosales (Cronquist, Dahlgren), případně do samostatného řádu Crossosomatales v rámci nadřádu Rosanae (Tachtadžjan). S nástupem molekulárních metod byla přeřazena do řádu Crossosomatales.
V minulosti rozlišovaný rod Forsellesia byl vřazen do rodu Glossopetalon.

## Přehled rodů
Apacheria, Crossosoma, Glossopetalon, Velascoa